# The Good Life (singolo Weezer)
The Good Life è un singolo del gruppo musicale statunitense Weezer, secondo estratto dal secondo album in studio Pinkerton.
Venne pubblicato dalla casa discografica nel tentativo di salvare il successo dell'album, il quale non venne ritenuto un grande successo, che ciò nonostante, fallì.
I B-sides di questo singolo derivano dal mai pubblicato progetto di un concept album della band, Songs From Black Hole.

## Tracce
1. The Good Life - 4:19 (Cuomo)
2. Waiting on You - 4:13 (Cuomo)
3. I Just Threw Out the Love of My Dreams - 2:39 (Cuomo)
4. The Good Life (acustica dal vivo) - 4:40 (Cuomo)
5. Pink Triangle (acustica dal vivo) - 4:26 (Cuomo)

## Formazione
- Rivers Cuomo - voce, chitarra
- Brian Bell - chitarra
- Matt Sharp - basso
- Patrick Wilson - batteria